# Turban
En turban er en hovedbeklædning, bestående af et 5-6 meter langt og 20 centimeter bredt stykke klæde, som vikles om hovedet, evt. med en (skyggeløs) hat under. Der er mange måder at binde sin turban. Befolkningsgrupper, der går med turban kan findes mange steder, inklusive Indien, Sydøstasien, Mellemøsten, Balkanhalvøen og dele af Afrika, såvel blandt Tyrkere i Rusland og Ashkenaziske jøder.
Mandlige sikher forventes at bære dastar, en turban-lignende hovedbeklædning.